# Erwin Burkard
Erwin Burkard (* 3. März 1920 in Karlsruhe; † 9. Juni 2010 in Rastatt) war ein deutscher Politiker (CDU). Er war Landrat des Kreises Rastatt (1956–1972) und Regierungsvizepräsident am Regierungspräsidium in Karlsruhe (1973–1984).

## Jugend und Ausbildung
Der Sohn eines städtischen Angestellten besuchte die Volksschule (1926–1930) und die Kant-Oberschule (1930–1938) in Karlsruhe. Nach dem Abitur im März 1938 absolvierte er von Mai 1938 bis Mai 1941 den Vorbereitungsdienst für den gehobenen Dienst in der inneren Staatsverwaltung, der mit der Prüfung zum Regierungsinspektor abschloss. 1945 bis April 1951 Dienst beim Ministerium des Inneren in Freiburg.
Im Oktober 1940 wurde er zum Militär einberufen und nahm von Anfang an am Russland-Feldzug teil. Nach zwei schweren Verwundungen nahm er während eines Lazarett-Aufenthaltes zum Sommersemester 1944 das Jura-Studium an der Universität Straßburg auf. 1945–1948 studierte er neben seiner beruflichen Tätigkeit Jura an der Universität Freiburg. Nach sechs Semestern legte er im Juni 1948 die erste juristische Staatsprüfung ab. Anschließend erfolgten die Referendarausbildung in Karlsruhe, 1950 die Promotion mit einer Arbeit zum Zurückbehaltungsrecht im öffentlichen Recht und im April 1951 schließlich die zweite juristische Staatsprüfung.
Er war Mitglied der katholischen Studentenverbindungen WKStV Unitas-Eckhardia Freiburg, WKStV Unitas-Franco-Alemannia Karlsruhe und WKStV Unitas-Reichenau Freiburg im UV.

## Öffentliche Ämter
Im Mai 1951 trat Erwin Burkard in den höheren Staatsdienst in Nordbaden als Regierungsassessor am Landratsamt Pforzheim (Mai 1951–März 1953) ein und war zugleich Stellvertreter des Landrats. Anschließend war er von März 1953 bis September 1956 Verwaltungsgerichtsrat am VerwG Karlsruhe, von wo er von Februar 1955 bis 30. September 1956 als wissenschaftlicher Mitarbeiter zum Bundesverfassungsgericht abgeordnet wurde.
1956 wählte der Kreistag des Landkreises Rastatt Erwin Burkard für acht Jahre zum Landrat. Er war der erste Landrat des Landkreises Rastatt, der durch den Kreistag gewählt wurde und damit demokratisch legitimiert war. 1964 wurde er mit großer Mehrheit (39 von 42 Stimmen) für weitere zwölf Jahre in diesem Amt bestätigt. In diese Zeit fiel sein Engagement für den Erhalt des Landkreises Rastatt als selbständige Verwaltungseinheit bei der Gebiets- und Kreisreform in Baden-Württemberg 1972. Bei der Kreisreform zum 1. Januar 1973 wurde der (alte) Landkreis Rastatt mit den meisten Gemeinden des Landkreises Bühl zum neuen Landkreis Rastatt vereinigt. Bei der Wahl des Kreisverwesers für den neuen Landkreis Rastatt Ende 1972 unterlag Erwin Burkard knapp seinem Bühler Kollegen Josef Grossmann.
Zahlreiche Projekte im Landkreis Rastatt sind mit seinem Namen verbunden, so beispielsweise der Aufbau der Fahrbücherei des Landkreises Rastatt, der Aufbau des Jugend- und Volksbildungswerkes mit Partnerschaften in Berlin, Finnland, Südtirol und Burgund, die Edition und die Herausgabe der ersten 12 Bände des Heimatbuches Um Rhein und Murg sowie der Neubau des Landratsamtes in der Herrenstraße 1964–1966. Unter seiner Leitung übernahm der Landkreis als Selbstverwaltungskörperschaft die Krankenhäuser in Rastatt, Kuppenheim und Gernsbach, die umgehend mittels Neubau bzw. Umbau modernisiert und erweitert wurden. Weiterhin engagierte er sich für den Auf- und Ausbau des Schulwesens in Trägerschaft des Landkreises Rastatt. So entstanden beispielsweise die Papiermachermeisterschule in Gernsbach, das Technische Gymnasium in Rastatt und das Allgemeinbildende Gymnasium in Durmersheim.
Daneben war Erwin Burkard etwa 8 Jahre ehrenamtlicher Richter am Bundesarbeitsgericht in Kassel, über 10 Jahre Vizepräsident des deutschen Bibliotheksverbandes, Dozent an der Verwaltungsfachschule in Kehl, Vorsitzender des Zweckverbandes für Tierkörperbeseitigung in Karlsruhe (1967–1974) und Vorsitzender des Landeswohlfahrtsverbandes Baden (Januar 72 bis Mitte 74).
Im März 1973 wurde Erwin Burkard als Vizepräsident an das Regierungspräsidium Karlsruhe berufen. Diese Tätigkeit übte er bis zu seinem Ruhestand im Mai 1984 aus.
1984 wurde Erwin Burkard mit dem Bundesverdienstkreuz erster Klasse ausgezeichnet.

## Engagement im Lions Club
Ab 1976, besonders aber im Ruhestand engagierte sich Erwin Burkard in der weltweiten Lionsbewegung als Mitglied des Lions Club Baden-Baden. Er setzte sich – ganz im Sinne der internationalen Lionsbewegung – für die Förderung der Grundsätze eines gerechten Staatswesens, für Bürgersinn und ein aktives Eintreten für die bürgerliche, kulturelle und soziale Entwicklung der Gesellschaft ein. Entsprechend seinem Engagement wurde er 1992/1993 Distriktgoverner des Distrikt 111SW (badischer Landesteil von Baden-Württemberg) und 1993 mit der höchsten Auszeichnung der internationalen Lionsvereinigung, der Melvin Jones Fellow Plakette, gewürdigt. 1994 gründete er den Lions Club Baden-Baden Lichtenthaler Allee, den er bis 1996 als Präsident führte.

## Privates
Erwin Burkard heiratete 1955 Elisabeth Richter. Aus dieser Ehe gingen vier Kinder, eine Tochter und drei Söhne, hervor.